# Mauro Santambrogio
Pour les articles homonymes, voir Santambrogio.
Mauro Santambrogio (né le 7 octobre 1984 à Erba, dans la province de Côme, en Lombardie, Italie) est un coureur cycliste italien.

## Carrière

### LPR, Lampre et Tenax (2004-2007)
Mauro Santambrogio passe professionnel en 2004 au sein de l'équipe LPR. Il y reste durant deux saisons et ses meilleurs résultats sont une deuxième place lors du Tour du lac Léman 2004 puis une victoire au Tour du lac Majeur l'année suivante. Après une saison en 2006 dans l'équipe Lampre-Fondital, il rejoint l'année suivante l'équipe Tenax-Menikini.

### Retour dans l'équipe Lampre (2007-2009)
De retour ensuite dans l'équipe Lampre et après une troisième place lors du Tour de la province de Grosseto, Santambrogio participe en 2008 à ses premiers grands tours en Italie puis en Espagne. Cette même année, il fait partie de l'échappée matinale du Tour de Lombardie, course remportée finalement par son leader Damiano Cunego. En 2009, sa saison doit se calquer sur celle de Cunego, son leader. Il la démarre par un top 10 lors du Tour Down Under en Australie. En août, il obtient la victoire lors des Trois vallées varésines, course classée 1.HC, le niveau le plus élevé pour une course d'un jour de niveau continental. Cette victoire, à laquelle on rajoute sa deuxième place le lendemain sur la Coppa Agostoni puis sa 27e place lors de la Coppa Bernocchi le surlendemain lui permettent de remporter le Trittico Lombardo.

### BMC (2010-2012)
En 2010, Mauro Santambrogio évolue au sein de l'équipe BMC Racing. Après le Tour d'Italie qu'il a failli ne pas disputer et le Tour de France qui se soldent tous les deux par un abandon, il obtient des résultats sur les courses d'un jour de fin de saison. Huitième des Trois vallées varésines, il se classe comme l'année précédente deuxième de la Coppa Agostoni puis sixième du Grand Prix de Plouay. Il obtient son premier top 10 sur un monument du cyclisme en se classant huitième du Tour de Lombardie.
En 2011, Santambrogio ne peut participer au Tour d'Italie car il est provisoirement suspendu par son équipe BMC Racing. De retour fin mai dans les pelotons, il obtient plusieurs places d'honneur en juin. Il termine tout d'abord deuxième du Tour de Toscane battu au sprint par le coureur irlandais de la Garmin-Cervélo, Daniel Martin. Il obtient quelques jours plus tard une nouvelle place de second lors du championnat d'Italie sur route, battu cette fois par Giovanni Visconti qui s'impose alors pour la troisième fois dans ce championnat. En juillet, il ne figure pas dans l'équipe BMC Racing alignée sur le Tour de France. Aligné alors pendant la Grande boucle sur le Tour d'Autriche, il obtient plusieurs places d'honneur lors d'étapes de montagnes et termine ainsi sixième au classement final derrière Fredrik Kessiakoff.
En 2012, il obtient en février la sixième place du Grand Prix de Lugano. Après une participation aux classiques ardennaises avec comme meilleur résultat une vingt-sixième place sur Liège-Bastogne-Liège, l'Italien participe au Tour d'Italie qu'il termine en 86e position. De retour à la compétition en juillet lors du Tour de Pologne, il obtient le mois suivant la sixième place de la Classique de Saint-Sébastien et enchaine avec le Tour d'Espagne. 58e de ce grand tour, l'Italien obtient à la fin du mois de septembre ses meilleurs résultats de la saison lors des courses d'un jour italiennes. Tout d'abord sixième du Tour du Piémont, il est ensuite quatrième du Tour de Lombardie au sein d'un groupe qui termine à neuf secondes du vainqueur, Joaquim Rodríguez,. 

### Vini-Fantini (2013)
Santambrogio quitte BMC et le niveau World Tour pour s'engager à partir de 2013 dans la formation continentale professionnelle Vini Fantini-Selle Italia dont il devient un leader notamment pour les courses d'un jour vallonnées. Il commence sa saison en janvier sur le Tour de San Luis où il est deuxième de la troisième étape et sixième du classement final. En février, il est troisième du Trofeo Laigueglia puis cinquième du Grand Prix de la ville de Camaiore. En mars, il participe à l'épreuve World Tour Tirreno-Adriatico. Deuxième de la quatrième étape, la plus difficile, remportée par Christopher Froome de l'équipe Sky, Santambrogio pointe alors à la septième place du classement général à 55 secondes du Britannique, place qu'il conserve à la fin de la course. Le Lombard enchaîne alors avec une deuxième place sur le Tour du Trentin derrière Vincenzo Nibali. Ces performances, qui suscitent des doutes, l'amènent à être attendu au Tour d'Italie. Une semaine avant le départ du Giro, il remporte le Grand Prix de l'industrie et de l'artisanat de Larciano en solitaire.
Sur le Tour d'Italie, après une première étape que Santambrogio termine dans le peloton, Vini-Fantini est cinquième du contre-la-montre par équipes, ce qui amène Santambrogio à être 22e du classement général à 22 secondes du leader Salvatore Puccio et des autres coureurs de la formation Sky. Quatrième de la troisième étape, il rentre à l'issue de l'étape suivante dans les dix premiers du classement général, neuvième à 39 secondes du maillot rose Luca Paolini. Sa quatrième place lors de la septième étape l'amène à la cinquième place du classement général, à 13 secondes de Beñat Intxausti. Vingt-cinquième du contre-la-montre le lendemain, il recule à la huitième place au classement général, à 2 minutes 43 secondes de Vincenzo Nibali. Il est ensuite quatrième de la dixième étape avant de s'imposer en montagne lors de la quatorzième étape devant son compagnon d'échappée, Nibali. Santambrogio devient quatrième du classement général à 2 minutes 47 secondes de Nibali. Au lendemain de la deuxième journée de repos, il est distancé dans la seizième étape, passant alors de la quatrième à la sixième place au classement général,. Vingt-quatrième de la dix-huitième étape disputée sous forme d'un contre-la-montre en côte puis vingt-septième de la vingtième étape, deux étapes de montagne remportées par Nibali, Santambrogio recule ainsi au neuvième rang au général,, place qu'il obtient à l'arrivée finale à Brescia. Le 3 juin, son contrôle positif à l'EPO à l'issue de la première étape est annoncé, le deuxième pour Vini-Fantini sur ce Giro après Danilo Di Luca. Il est licencié le jour même par son équipe. Alors qu'il risque quatre ans de suspension, il est suspendu dix-huit mois en juin 2014 après avoir collaboré avec la Commission Indépendante de Réforme du Cyclisme (CIRC). Cette suspension s'étale du 4 mai 2013, date du contrôle positif, au 2 novembre 2014. Il est également disqualifié de ce Tour d'Italie et perd donc les résultats qu'il avait obtenus.
De retour de suspension, il envisage de signer un contrat avec l'équipe continentale Amore & Vita-Selle SMP basée en Ukraine. Fin décembre 2014, l'UCI annonce qu'il est à nouveau contrôlé positif. Durant sa suspension, le 22 octobre 2014, un échantillon récolté lors d'un contrôle inopiné révèle la présence de testostérone. Suspendu provisoirement, il ne demande pas l'analyse de l'échantillon B et explique ce contrôle positif par la prise d'un traitement médicamenteux pour lutter contre des troubles de l'érection et de la fertilité. Il arrête sa carrière professionnelle mi-2015 et est suspendu trois ans au mois d'octobre.

## Santambrogio et le dopage
Mauro Santambrogio est cité en avril 2010 dans une affaire de dopage en Italie, dite de Mantoue, et est suspendu provisoirement par son équipe. Réintégré le 2 mai, il peut ainsi participer au Giro. Un an jour pour jour plus tard, il est de nouveau suspendu par son équipe peu avant le Tour d'Italie 2011, l'enquête ayant entretemps permis d'apporter de nouvelles informations justifiant une nouvelle mise à l'écart d'après Jim Ochowicz, manager général de l'équipe. N'ayant eu aucun contact avec une instance chargée de lutte antidopage, BMC Racing lève sa suspension au lendemain de l'arrivée finale de ce Tour d'Italie. Un procès commence en décembre 2013. 28 personnes dont Santambrogio sont concernées. Le procureur demande un acquittement pour plusieurs d'entre elles dont Santambrogio et une sanction pour d'autres. Le verdict est annoncé le 18 décembre 2015 et conclut à l'acquittement pour tous les membres de l'équipe Lampre accusés dont Santambrogio.
En 2013, devenu membre de l'équipe Vini Fantini-Selle Italia, Santambrogio obtient plusieurs résultats grâce à ses performances en montagne et termine pour la première fois dans les dix premiers du Tour d'Italie avec en plus une victoire sur la 14e étape. Ces performances, en net progrès par rapport aux années précédentes, suscitent des doutes y compris au sein de son équipe. Une semaine après la fin du Giro, un contrôle positif du coureur italien à l'EPO est annoncé, quelques jours après la révélation du cas positif de son coéquipier Danilo Di Luca à la même substance. Il est sanctionné de dix-huit mois de suspension après avoir collaboré avec la CIRC. En octobre 2014, quelques jours avant la fin de sa suspension, il est à nouveau contrôlé positif, cette fois à la testostérone qu'il explique par sa volonté de soigner des troubles sexuels. Risquant une suspension à vie, il est finalement suspendu trois ans en octobre 2015.

## Santambrogio dans le peloton
En 2006, alors qu'il a passé une saison dans l'équipe Lampre-Fondital, il déclare que Daniele Bennati et Paolo Fornaciari figurent parmi ses amis dans le peloton et sont ses camarades d'entraînement. Lors de cette même période, il est chargé d'aider Bennati dans sa quête de succès. Il déclare préférer les parcours vallonnés et se dit plus faible dans les montées de cols. Il est considéré à cette période par plusieurs observateurs comme un nouveau Paolo Bettini.

## Palmarès, résultats et classements

### Palmarès amateur
- 2002
  - 2ea, 2eb et 3e étapes du Tour de Haute-Autriche juniors
  - 2e du Tour de Haute-Autriche juniors
  - 3e du Trofeo Guido Dorigo
  - 8e du championnat du monde sur route juniors
- 2003
  - Trofeo Hotel Gemelli
  - 2e du Giro del Mendrisiotto
  - 2e de la Coppa Stignani
  - 2e du Trophée Lampre
  - 3e de la Coppa San Bernardino
  - 3e de la Piccola Coppa Agostoni
  - 3e du Gran Premio Lacoper

### Résultats sur les grands tours

#### Tour de France
2 participations
- 2009 : 132e
- 2010 : abandon (15e étape)

#### Tour d'Italie
4 participations
- 2008 : abandon (11e étape)
- 2010 : abandon (11e étape)
- 2012 : 86e
- 2013 : 9e, vainqueur de la 14e étape

#### Tour d'Espagne
3 participations
- 2008 : 121e
- 2011 : 88e
- 2012 : 58e

### Classements mondiaux
| Année                  | 2005 | 2006 | 2007 | 2008 | 2009 | 2010 | 2011 | 2012 | 2013 |
| ---------------------- | ---- | ---- | ---- | ---- | ---- | ---- | ---- | ---- | ---- |
| Calendrier mondial UCI |      |      |      |      | 126e | 96e  |      |      |      |
| UCI World Tour         |      |      |      |      |      |      |      | 63e  |      |
| UCI America Tour       | 366e |      |      |      |      |      |      |      | 80e  |
| UCI Europe Tour        | 138e |      |      |      |      | 214e |      |      | 21e  |